# Hamyang-gun
Hamyang-gun är en landskommun (gun) i den sydkoreanska provinsen Södra Gyeongsang. Kommunen har 40 186 invånare (2020). 
Hamyang-gun är en inlandskommun i Sobaekbergen. I Seosang-myeon i norra delen av kommunen finns en del av Deogyusan nationalpark och i söder i Macheon-myeon finns en del av Jirisan nationalpark. 

## Administrativ indelning
Kommunen är indelad i en eup (köping) och 10 myeon (socknar). 
- Hamyang-eup - centralort
- Anui-myeon
- Baekjeon-myeon
- Byeonggok-myeon
- Hyucheon-myeon
- Jigok-myeon
- Macheon-myeon
- Seoha-myeon
- Seosang-myeon
- Sudong-myeon
- Yurim-myeon